# Ponte de Londres
A Ponte de Londres (em inglês: London Bridge) refere-se a várias pontes históricas em Londres (Inglaterra) que cruzavam o rio Tâmisa, entre a City e Southwark, situadas entre as pontes Southwark Bridge e Tower Bridge. A ponte original de Londres foi uma das mais formosas do mundo: era a única na cidade a cruzar o Tâmisa até que se inaugurou a Ponte de Westminster em 1750.

## História
A primeira ponte de Londres, construída pelos romanos por volta do ano 43, era feita de madeira. O local foi escolhido por ter águas profundas com acesso ao mar. Em 1013, o rei Ethelred queimou a ponte para tentar dividir as forças invasoras do rei Sueno I da Dinamarca. A ponte reconstruída foi destruída por uma tormenta em 1091 e novamente destruída pelo fogo em 1136.

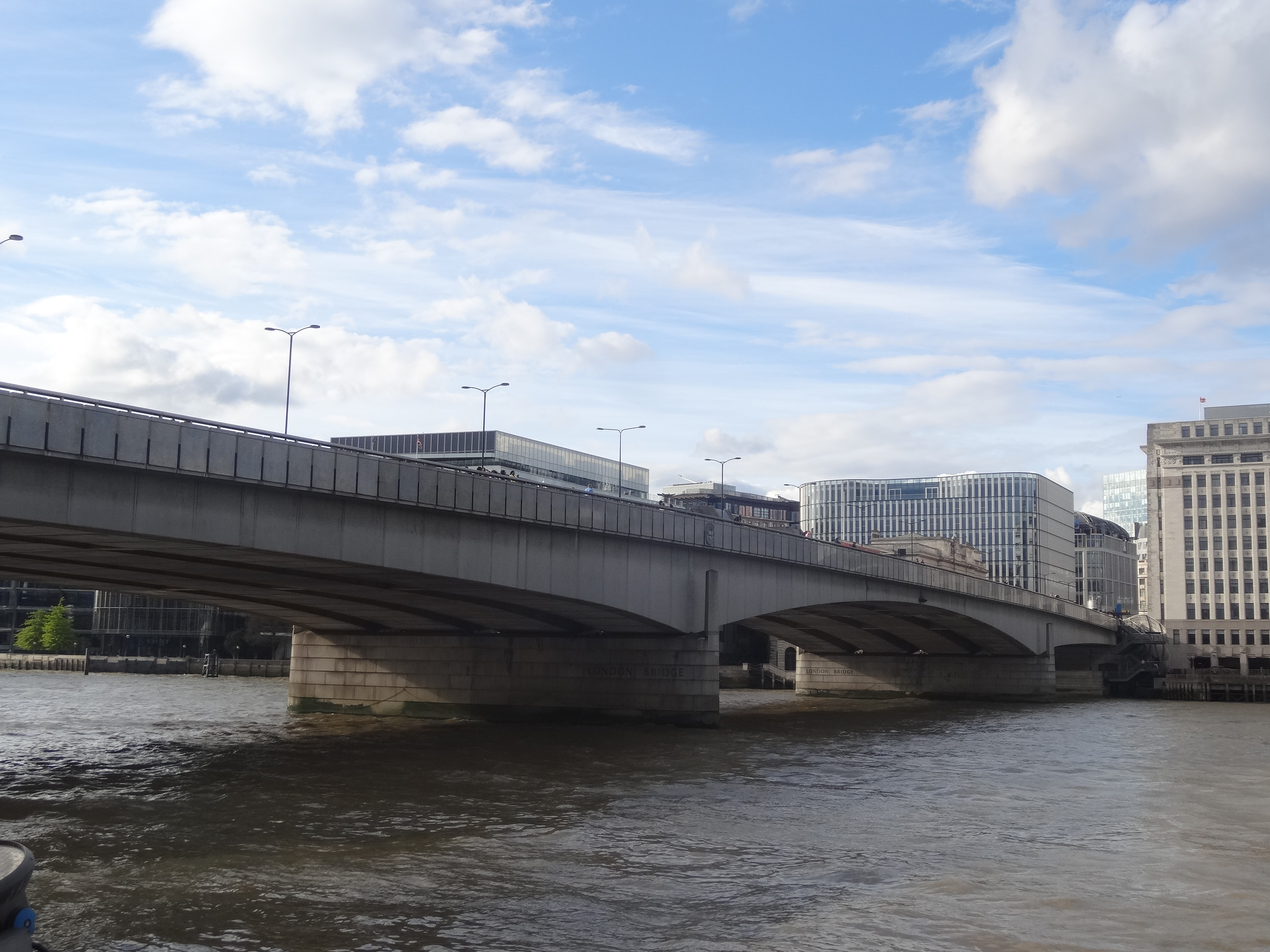
Ponte de Londres em 2017

Após a destruição de 1136, a ponte foi reconstruída mais uma vez em pedra. Para financiar a reconstrução, foram cobrados novos impostos e a reconstrução começou no ano de 1176, no reinado de Henrique II. A nova reconstrução só terminou 33 anos mais tarde, em 1209, sob o reinado de João I. João teve a ideia de construir casas sobre a ponte. Assim que pronta, a ponte ficou cheia de lojas, de casas, contando inclusive com uma capela em sua parte central.

## Galeria

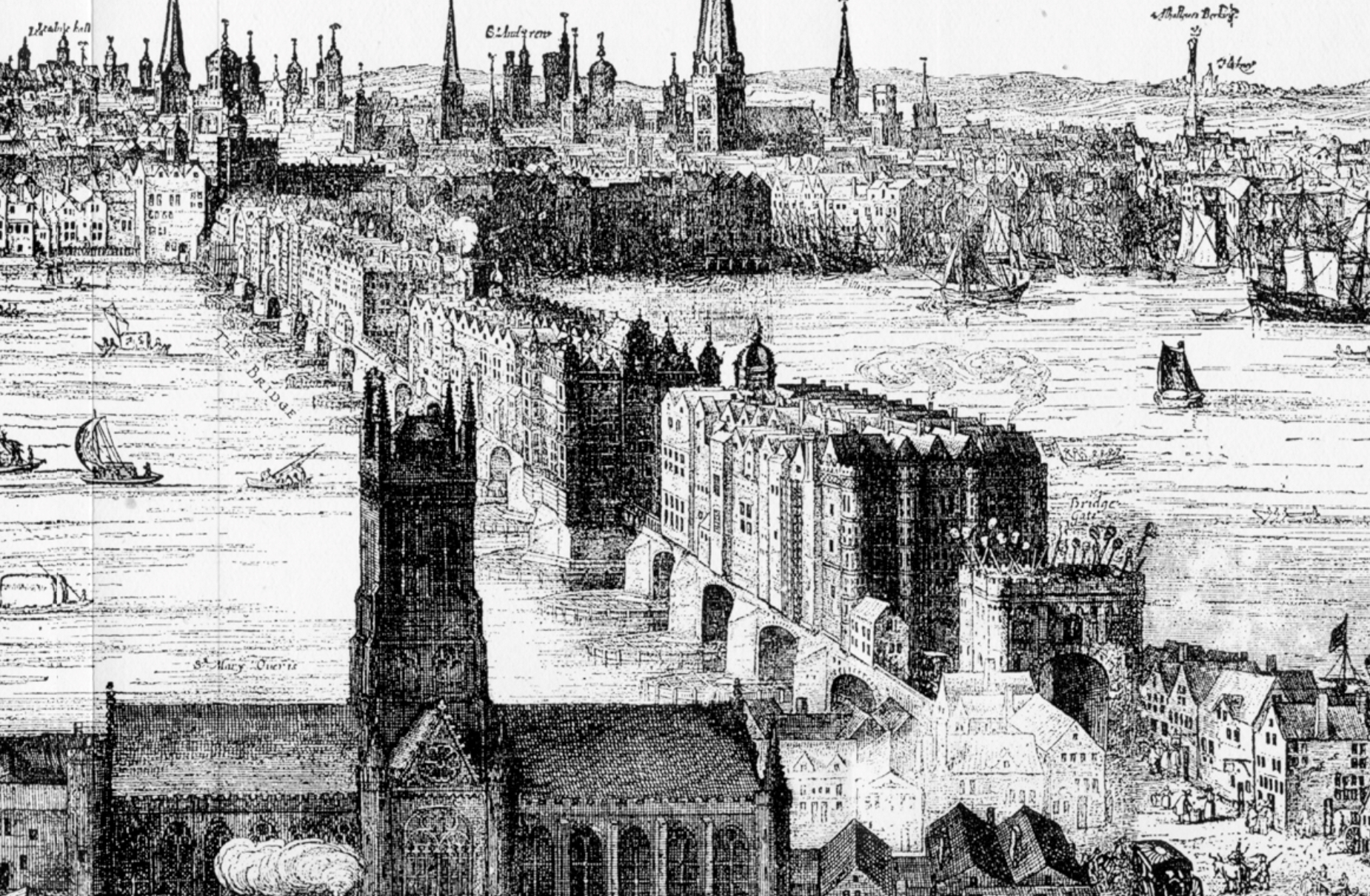
Ponte de Londres em 1616
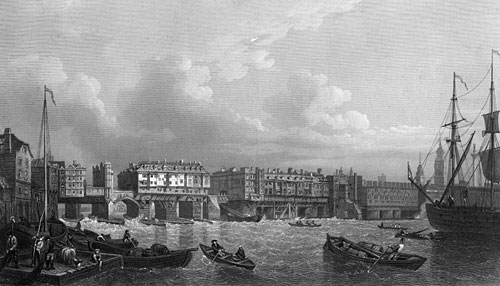
Ponte de Londres em 1745
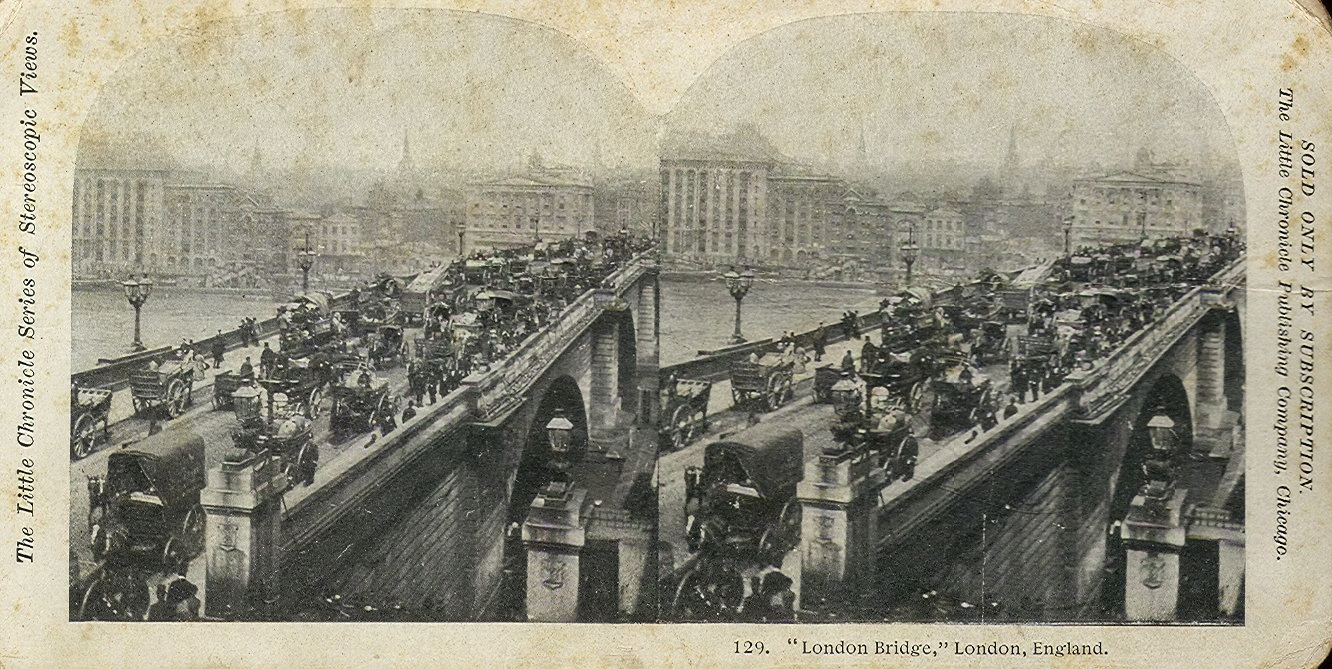
Ponte de Londres em 1885
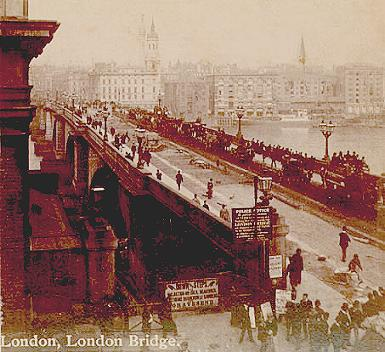
Ponte de Londres em 1890